# 第522死者接收处理和派遣中心
第522死者接收、处理和派遣中心（俄语：522-йцентр приема, обработки и отправки погибших）位于顿河畔罗斯托夫，是俄罗斯武装部队唯一一个进行不明身份人军人平民遗体搜寻、保存、鉴定和归还亲属的殡葬机构。

## 简介
该中心最早始于苏阿战争时期。1995年1月，俄羅斯當局頒布法令，針對第一次车臣战争中陣亡士兵的遺骸進行辨認。於1995年在1602區軍事臨床醫院範圍內建立，旨在識別和準備埋葬在車臣陣亡的士兵。 俄军在戰場上發現不明身份的軍事人員遗骸，將其送往安全地點，然後送往頓河畔羅斯托夫死者接收、處理和離境中心。法醫專家和犯罪學家在這裡對他們的屍體進行檢查，確定死因並確定死者的身分。埋葬中心的工作人員將所有被確認的士兵榮譽送回故乡安葬。該中心的主要設施是一個巨大的機庫，由两排17台強大的冷柜组成，可容納 408 名死者。

## 合作机构组织
该组织设立在顿河畔罗斯托夫1602區軍事臨床醫院内，该中心与俄羅斯國防部第124、632軍事法醫實驗室、北高加索軍區第598病理實驗室进行合作。

## 程序
工作人員將屍體分為三組。白色標籤组是死者適合目視辨識。黃色标签组标记尸体臉部被毀，但身上的痣、胎記、刺青都清晰可見。紅色标签的屍體指向一具不適合辨認的屍體如骷髏、燒焦。
遺體按一定順序放置在冷藏箱中，专家收集證據，以識別和確定這些死者的身份。在此階段，透過照片、刺青和其他特殊標誌進行比較檢查，這些標誌直接發送給調查小組或由失蹤者親屬透過公共機構發送。接下來，軍事調查人員從死者親屬處收到死者的詳細個人訊息，包括人類學、牙科和情境數據以及其他身份識別證據。調查人員依程序整合收到的訊息，包括對死者檢查過程中查獲的物品和物品進行初步鑑定，並由親屬在相簿中認出。死者的遠端或現場目視識別也在這裡進行。鉴定过程也会與個人資料的比較，根据相关重要的信息如失踪的地點和時間、身高、年齡、牙医记录、特殊特徵如疤痕、骨折等进行比对和身份确认。
死者确认身份完成后，除了棺材外，還為每位死者準備了新衣服包括：襪子、內衣、T卹、拖鞋、迷彩服、帽子。屍體或屍體残块用衣服包裹起來，然後密封在有窗口的鋅棺材中，交还家属安葬。

### 俄乌战争[7]
俄罗斯在2023年4月14日第120-FZ號聯邦法對俄羅斯聯邦民法典第一部分進行了修訂，縮短了確認特别军事行动參與者失蹤或死亡的時限。如果在 參與者的居住地六個月內沒有關於其相关的信息，則應有關各方的請求，法院可以認定他為失踪（此前該期限為失踪後2年）。SVO參與者在法院承認其失踪的決定生效3個月後即可被確認為死亡。
如果失踪军人血親無法前往羅斯托夫地區，可以透過掛號信將DNA樣本寄至该中心进行检测。如有必要，俄羅斯調查委員會軍事調查單位的調查員将予以协助。
该机构也对俄乌战争地区寻获的不明遗体进行比对鉴定，如果寻获的是乌克兰方军人的遗体将进入双方交换程序。

## 批评
阵亡和失踪军人家属曾多次投诉该机构，如混淆尸体、等候时间过长、没有访客区。